# Geleitzug QP 14
Der Geleitzug QP 14 war ein alliierter Nordmeergeleitzug, der im September 1942 im sowjetischen Archangelsk zusammengestellt wurde und weitestgehend ohne Ladung über Island nach Großbritannien fuhr. Durch deutsche U-Boote verlor er vier Handelsschiffe mit 20.769 BRT und zwei Sicherungsschiffe.

## Zusammensetzung und Sicherung

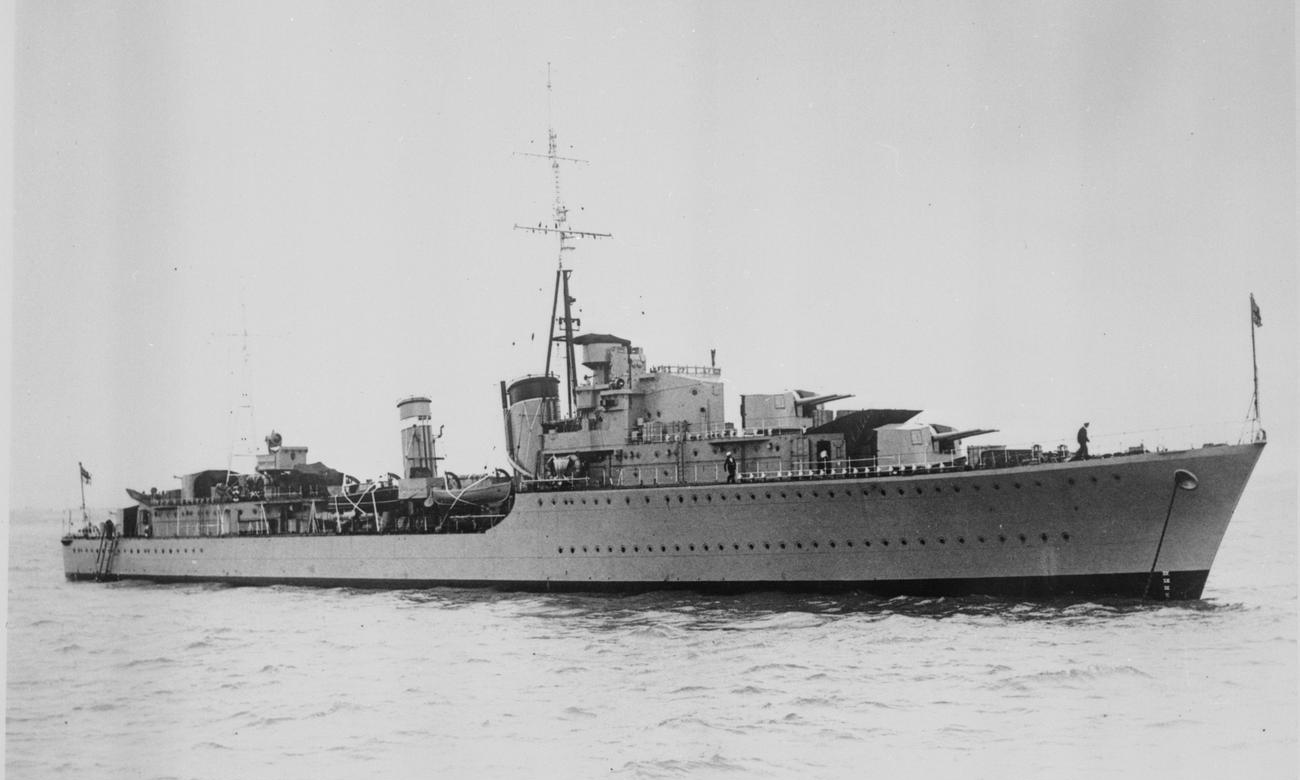
Zerstörer HMS Somali wurde durch U 703 versenkt

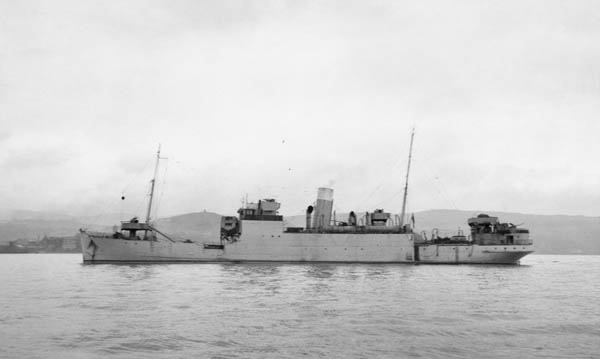
Die Rathlin fungierte als Rettungsschiff

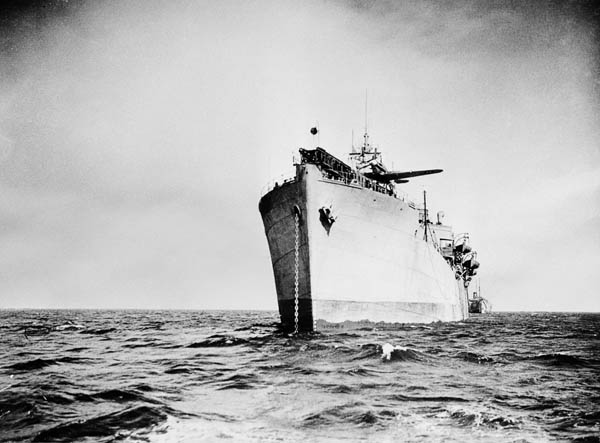
Die Empire Tide, hier ausgerüstet mit einem Katapultflugzeug

Der Geleitzug QP 14 setzte sich aus 18 Frachtschiffen zusammen. Am 13. September 1942 verließ er das sowjetische Archangelsk (Lage) in Richtung Island. Kommodore des Konvois war Captain Jack C. K. Dowding, der zuvor Commodore des unglücklichen Geleitzugs PQ 17 gewesen war und sich nun auf der Ocean Voice eingeschifft hatte. Die Eastern Local Escort übernahm mit den sowjetischen Zerstörern Kuibyshev und Uritski, den britischen Zerstörern Blankney und Middleton, den Minensuchern Britomart, Bramble, Halcyon, Hazard, Leda, Salamander und Seagull, den UJ-Trawlern Ayrshire, Lord Austin, Lord Middleton und Northern Gem, den Flakschiffen Alynbank, Palomares und Pozarica sowie den Korvetten Dianella, La Malouine, Lotus und Poppy den Nahschutz des Konvois. Als sich der QP 14 und der PQ 18 passierten, tauschten sie die jeweiligen Sicherungsgruppen. PQ 18 fuhr mit der Eastern Local Eskort weiter nach Osten und QP 14 mit der Ocean Escort weiter nach Westen.
| Name              | Typ            | Flagge                 | Vermessung in BRT | Verbleib                                     |
| ----------------- | -------------- | ---------------------- | ----------------- | -------------------------------------------- |
| Alcoa Banner      | Frachter       | Vereinigte Staaten     | 5035              |                                              |
| Bellingham        | Frachter       | Vereinigte Staaten     | 5345              | am 22. September durch U 435 versenkt (Lage) |
| Benjamin Harrison | Frachter       | Vereinigte Staaten     | 2191              |                                              |
| Black Ranger      | Frachter       | Vereinigtes Königreich | 3417              |                                              |
| Deer Lodge        | Frachter       | Vereinigte Staaten     | 6187              |                                              |
| Empire Tide       | Frachter       | Vereinigtes Königreich | 6978              |                                              |
| Gray Ranger       | Tanker         | Vereinigtes Königreich | 3313              | am 22. September durch U 435 versenkt (Lage) |
| Harmatris         | Frachter       | Vereinigtes Königreich | 5395              |                                              |
| Minotaur          | Frachter       | Vereinigte Staaten     | 4554              |                                              |
| Ocean Freedom     | Frachter       | Vereinigtes Königreich | 7173              |                                              |
| Ocean Voice       | Frachter       | Vereinigtes Königreich | 7174              | am 22. September durch U 435 versenkt (Lage) |
| Oligarch          | Frachter       | Vereinigtes Königreich | 6894              |                                              |
| Rathlin           | Rettungsschiff | Vereinigtes Königreich | 1600              |                                              |
| Samuel Chase      | Frachter       | Vereinigte Staaten     | 7191              |                                              |
| Silver Sword      | Frachter       | Vereinigte Staaten     | 4937              | am 20. September durch U 255 versenkt        |
| Tobruk            | Frachter       | Polen                  | 7048              |                                              |
| Troubador         | Frachter       | Panama                 | 6428              |                                              |
| West Nilus        | Frachter       | Vereinigte Staaten     | 5495              |                                              |
| Winston-Salem     | Frachter       | Vereinigte Staaten     | 6223              |                                              |
| Zamalek           | Rettungsschiff | Vereinigtes Königreich | 1567              |                                              |

## Verlauf
Ab 20. September 1942 waren die deutschen U-Boote U 251, U 255, U 403, U 408, U 435, U 592 und U 703, zusammengefasst in der U-Boot-Gruppe Trägertod, am Konvoi. U 435 versenkte als erstes den Minensucher Leda. Danach torpedierte U 255 den Frachter Silver Sword (4937 BRT), sodass er ebenfalls sank. U 703 beschädigte den Zerstörer Somali (Lage) schwer. Er sank (Lage) im Schlepp des Schwesterschiffs Ashanti am 24. September. Am 22. September griff erneut U 435 an und versenkte die Frachter Bellingham (5345 BRT) und Ocean Voice (7174 BRT) sowie den Tanker Grey Ranger (3313 BRT). Eine Catalina der 210. Sqn RAF beschädigt mit Wasserbomben U 255 schwer. Am 26. September erreichte der QP 14 das schottische Loch Ewe (Lage). Er verlor vier Handelsschiffe mit 20.769 BRT und zwei Sicherungsschiffe.